# Agelena atlantea
Agelena atlantea är en spindelart som beskrevs av Fage 1938. Agelena atlantea ingår i släktet Agelena och familjen trattspindlar.
Artens utbredningsområde är Marocko. Inga underarter finns listade i Catalogue of Life.